# نصر بولونيز
أطلقت شركة فيات الايطالية في عام 1970م سيارة فيات بولونيز وقامت شركة نصر للسيارات بتجميع السيارة في مصر
اختار 1974 FSO فيات ESV النموذج كقاعدة لسيارة جديدة. مصمم FSO في زبيغنيو اتسون تنضم Giorgetto غيوغيارو والتر دي سيلفا لتحويل المشروع ESV لحجم فيات 125 طابق والتصميم الداخلي وجميع التفاصيل الجسم. يعرف المشروع باسم «نوع 137».
1975 فيات أعدت نماذج من نوع 137